# البعثات الإسبانية في كاليفورنيا

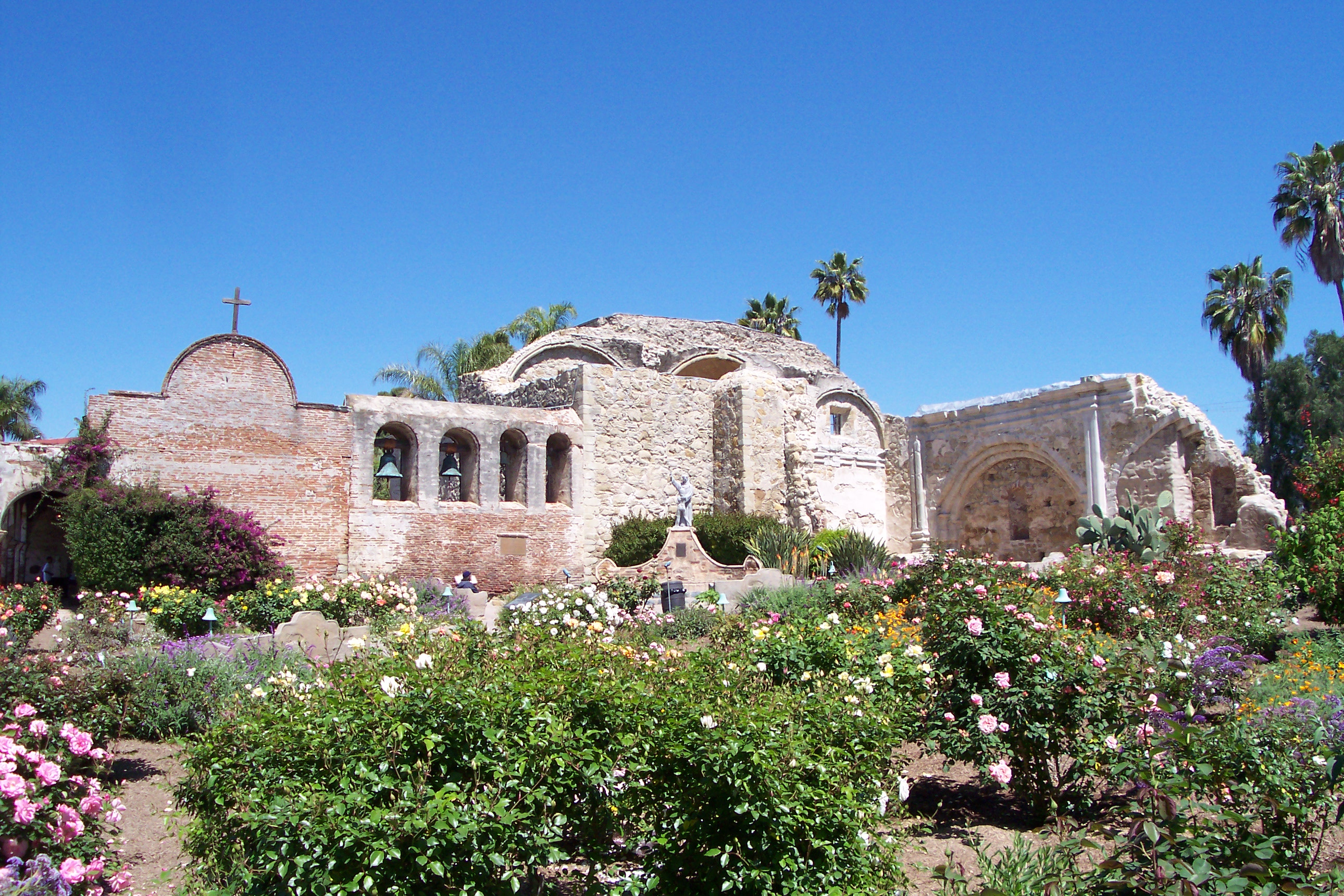

تشمل البعثات الإسبانية في كاليفورنيا سلسلة من 21 بؤرة استيطانية دينية أو بعثات تبشيرية نشأت بين عامي 1769 و1833 في ولاية كاليفورنيا الأمريكية الحالية. تأسست البعثات من قبل الكهنة الكاثوليك تحت نظام الرهبنة الفرنسيسكانية لتبشير الأمريكيين الأصليين. نتج عن البعثات إنشاء مقاطعة إسبانيا الجديدة كاليفورنيا العليا، وكانت تلك البعثات أيضًا جزءًا من توسع الإمبراطورية الإسبانية إلى الأجزاء الشمالية والغربية من أمريكا الشمالية الإسبانية.
في أعقاب السياسة العلمانية والدينية طويلة المدى لإسبانيا في أمريكا الإسبانية، أجبر المبشرون سكان كاليفورنيا الأصليين على العيش في مستوطنات سُميت بالمُقلّصات، وعليه تعطل نمط حياتهم التقليدي. قدم المبشرون الفواكه والخضروات والأبقار والخيول وتربية الماشية والتكنولوجيا الأوروبية. اتُهِمت البعثات، آنذاك والآن، بأنها كانت انتهاكية وقمعية. في النهاية، كان للبعثات نتائج مختلطة لأهدافها: تعليم الشعوب الأصلية وتحويلهم إلى مواطنين إسبان من المستعمرات.
بحلول عام 1810، كان الملك الإسباني قد سُجن من قبل الفرنسيين، وتوقف تمويل الرواتب العسكرية والبعثات في كاليفورنيا. في عام 1821، حصلت المكسيك على استقلالها عن إسبانيا، على الرغم من أن المكسيك لم ترسل حاكمًا إلى كاليفورنيا حتى عام 1824، ولم يُعَد سوى جزء من الرواتب. كان 21000 من هنود البعثة في تلك الفترة من منتجي الجلود غير المدبوغة، والشحم، والصوف، والمنسوجات، وكانت المنتجات الجلدية تُصدَّر إلى بوسطن وأمريكا الجنوبية وآسيا. حافظ هذا النظام التجاري على الاقتصاد الاستعماري من عام 1810 حتى عام 1830. بدأت البعثات تفقد السيطرة على الأراضي في عشرينيات القرن التاسع عشر، حيث شرع بعض الرجال العسكريون غير مدفوعي الأجر في التعدي بشكل غير رسمي، ومن ناحية أخرى، احتفظت البعثات، بشكل رسمي، بالسلطة على المعتنِقين الجدد الأصليين، وبالسيطرة على حيازة الأراضي، وذلك حتى الثلاثينيات من القرن التاسع عشر. في ذروة تطوره في عام 1832، سيطر نظام البعثة الساحلية على مساحة تساوي تقريبًا سدس كاليفورنيا العليا. أضفت حكومة كاليفورنيا العليا طابعًا علمانيًا على البعثات بعد إقرار قانون العلمنة المكسيكية لعام 1833. نتج عن ذلك تقسيم أراضي البعثة إلى مِنَح أراض؛ ما أدى فعليًا إلى إضفاء الشرعية على عمليات نقل أراضي الطوائف الهندية إلى القادة العسكريين ورجالهم الأكثر ولاءً، والتمكن من استكمال هذه العمليات. أصبحت هذه الأراضي العديد من مزارع كاليفورنيا.
منشآت البعثة التي تمكنت من البقاء هي من أقدم المنشآت في الولاية، وهي معالمها التاريخية الأكثر زيارة. لقد أصبحت تلك المنشآت رمزًا لكاليفورنيا، إذ ظهرت في العديد من الأفلام والبرامج التلفزيونية، وهي مصدر إلهام لفن إحياء البعثات المعماري. تشكلت أقدم مدن كاليفورنيا حول البعثات الإسبانية أو قربها، بما في ذلك أربع أكبر مدن بينهم: لوس أنجلوس، وسان دييغو، وسان خوسيه، وسان فرانسيسكو.

## تخطيط بعثة كاليفورنيا العليا، وبنيتها، وثقافتها

### سلسلة البعثة الساحلية، والتخطيط، ونظرة عامة
قبل عام 1754، قدم التاج الإسباني منح أراضي البعثة بشكل مباشر، ولكن نظرًا للمواقع النائية والصعوبات الكامنة في التواصل مع الحكومات الإقليمية، انتقلت سلطة منح الأراضي وإنشاء بعثات في أمريكا الشمالية إلى النيابة الملكية في إسبانيا الجديدة. وُضِعَت خطط لبعثات كاليفورنيا العليا في عهد الملك كارلوس الثالث، وكان وضع هذه الخطط، جزئيًا على الأقل، بمثابة استجابة للمشاهدات الأخيرة لتجار الفراء الروس على طول ساحل كاليفورنيا في منتصف القرن الثامن عشر. كان من المفترض أن تكون البعثات مترابطة عبر طريق بري عُرف فيما بعد باسم الكامينو رِيَل (الطريق الملكي). كان من المفترض أيضًا أن يخطط الراهب خونيبيرو سيرا -التابع لنظام الرهبان الصغير (أو. إف. إم)- ويوجه التفصيليان للبعثات. (سيطر خونيبيرو سيرا مع زملائه من الكهنة على مجموعة من البعثات في شبه جزيرة باخا كاليفورنيا في عام 1767، التي كانت تدار من قبل اليسوعيين قبل ذلك).
تولى القس فيرمين فرانسيسكو دي لاسوين وظيفة خونيبيرو سيرا، وأنشأ تسعة مواقع بعثات مهمة أخرى بين عامي 1786 و1798، وأنشأ آخرون المواقع الثلاثة الأخيرة أيضًا، إلى جانب خمسة على الأقل من المُساعِدات (بؤر استيطانية مساعدة مهمة).

### الخطط المجمدة لسلاسل بعثات إضافية
استُكملت سلسلة البعثات الساحلية بعد موت سيرا في 1784، وتمت في 1823. أُلغيت الخطط لقيام البعثة الثانية والعشرين في سانتا روزا في عام 1827.
اقترح القس بيدرو إستيفان تابي إنشاء بعثة على إحدى جزر القناة في المحيط الهادئ قبالة ميناء سان بيدرو في عام 1784، وكانت جزيرتا سانتا كاتالينا وسانتا كروز (المعروفة باسم ليمو لسكان تونغفا) الموقعين الأكثر ترجيحًا لقيام البعثة بهما. كانت حجة ذلك الاقتراح هو وجود احتمال أن تكون مهمة خارجية قد جذبت أشخاصًا محتملين للاعتناق ليسو من ساكني البر الرئيس، علاوة على أنه كان من الممكن أن تكون البعثة بمثابة إجراء فعال لتقييد عمليات التهريب. وافق الحاكم خوسيه خواكين دي أريلاغا على الاقتراح في العام التالي، ولكن سرعان ما أصبحت احتمالية نجاح مثل هذا المجازفة موضع شك؛ وذلك نتيجة لتفشي مرض السارامبيون (الحصبة) الذي أودى بحياة نحو 200 شخص من تونغفا، إلى جانب التسبب في ندرة الأراضي المخصصة للزراعة وكذلك المياه الصالحة للشرب، وعليه لم يُبذل أي جهد في محاولة إقامة بعثة جزيرية.
في سبتمبر 1821، زار القس ماريانو باييراس -«الحاكم المفوض» لبعثات كاليفورنيا- كانيادا دي سانتا يسابل شرق بعثة سان دييغو دي الكالا ضمن خطة لإنشاء سلسلة كاملة من البعثات الداخلية. تأسست مساعدة سانتا يسابل في عام 1818 باعتبارها بعثة «أم»، ومع ذلك، لم يثمر التوسع في الخطة إلى أبعد من ذلك.